# Ligne à retard (optique)
Pour les articles homonymes, voir Ligne à retard.
Une ligne à retard en optique, est  utilisé lorsqu'il est nécessaire de compenser des différences de chemin optique. Il peut être utilisé notamment dans le cas d'interférométrie et d'analyse spectrale. Elle est aussi utilisée pour décaler dans le temps deux impulsions lumineuses dans les expériences de type pompe-sonde,.